# Parafia Najświętszej Maryi Panny Różańcowej w Dobrzenicach
Parafia Najświętszej Maryi Panny Różańcowej w Dobrzenicach – znajduje się w dekanacie Strzelin  w archidiecezji wrocławskiej. Erygowana w 1972 roku.
Obsługiwana przez księży archidiecezjalnych. Jej proboszczem jest ks. mgr Antoni Drwiła RM.

## Parafialne księgi metrykalne
| Księgi metrykalne | Okres ewidencji |
| ----------------- | --------------- |
| chrztów           | 1968 -          |
| ślubów            | 1968 -          |
| zgonów            | 1968 -          |